# Крепкоголовка лесная
Крепкоголовка лесная, или толстоголовка лесная (лат. Carterocephalus silvicola) — бабочка семейства толстоголовок.

## Этимология названия
Silva (с латинского) — лес, silvicola — видимо, лесной.

## Описание
Длина переднего крыла имаго 12—15 мм. Размах крыльев 22—28 мм. Передние крылья рыжего цвета с бурыми пятнами. У самки рыжего цвета в окраске меньше, а темные элементы рисунка расширены.

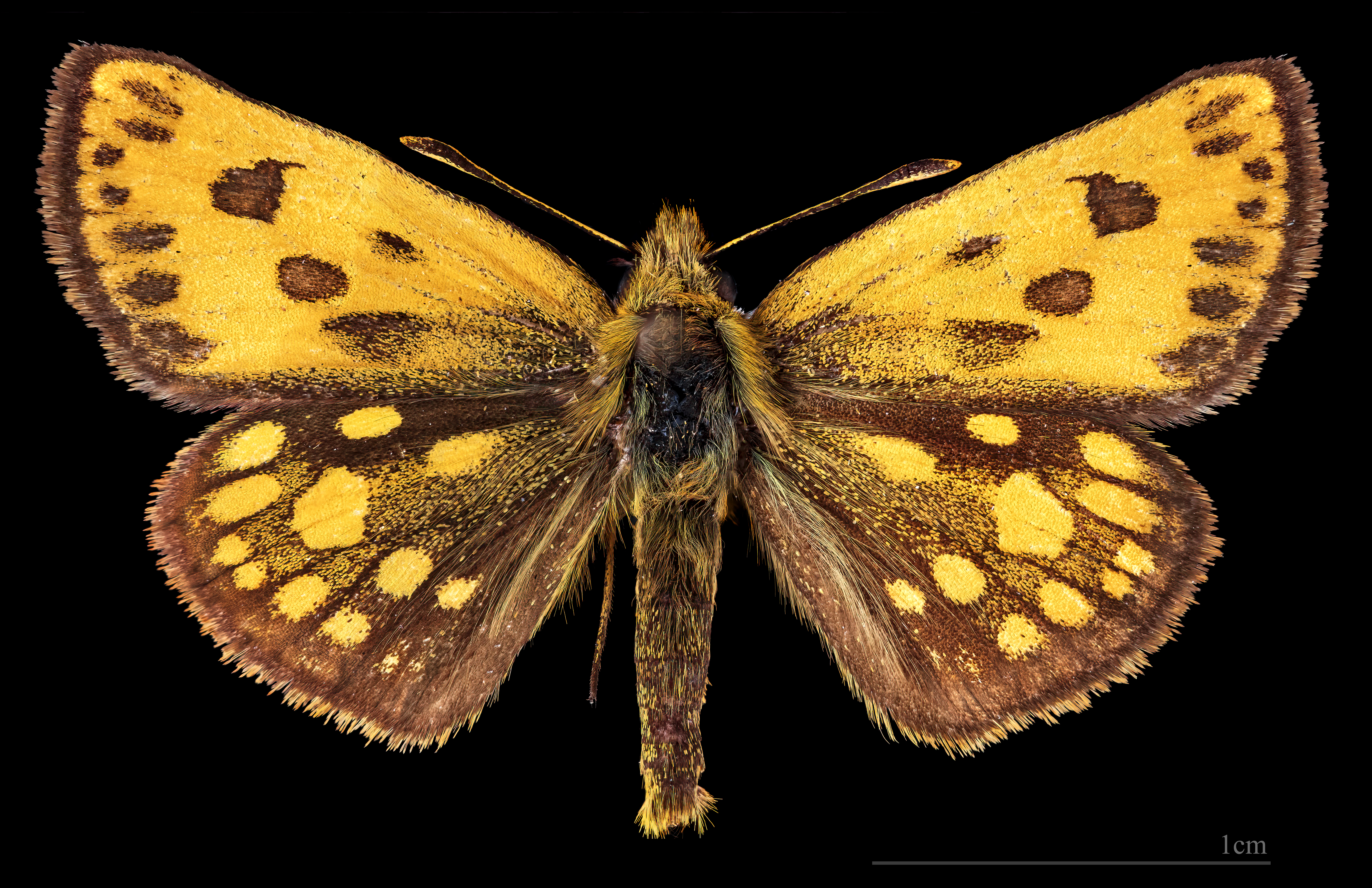
Carterocephalus silvicola ♂
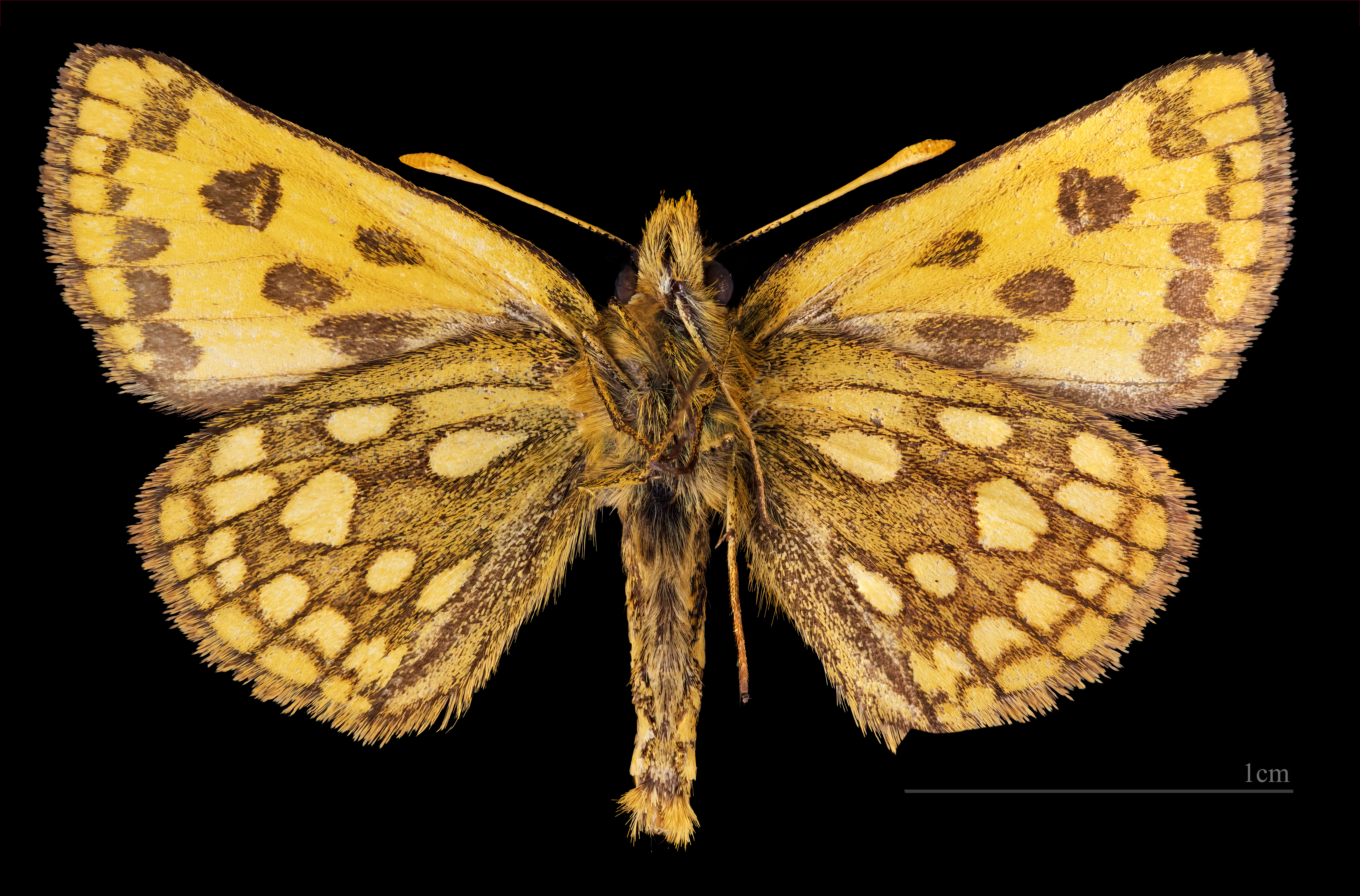
♂ △
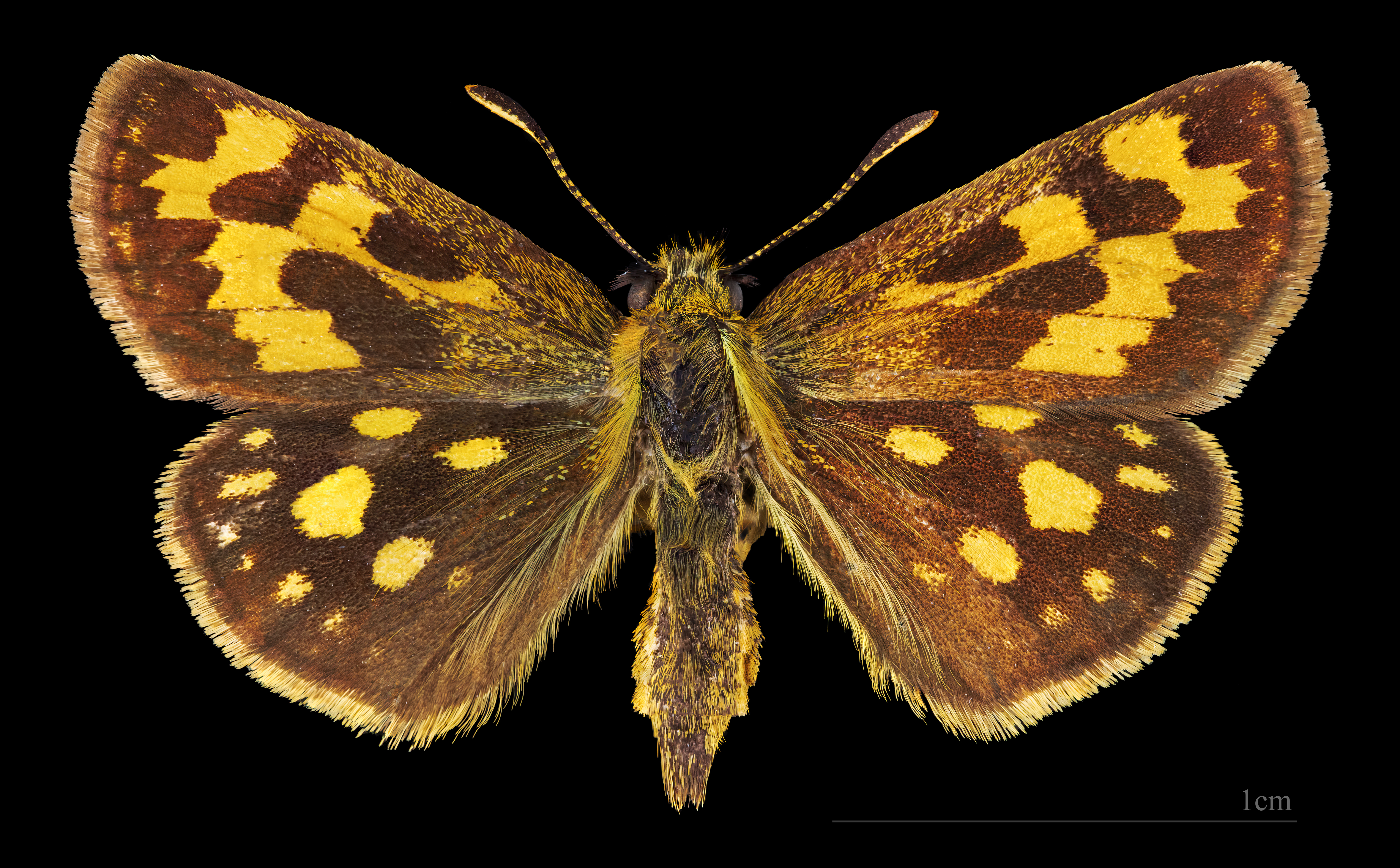
♀
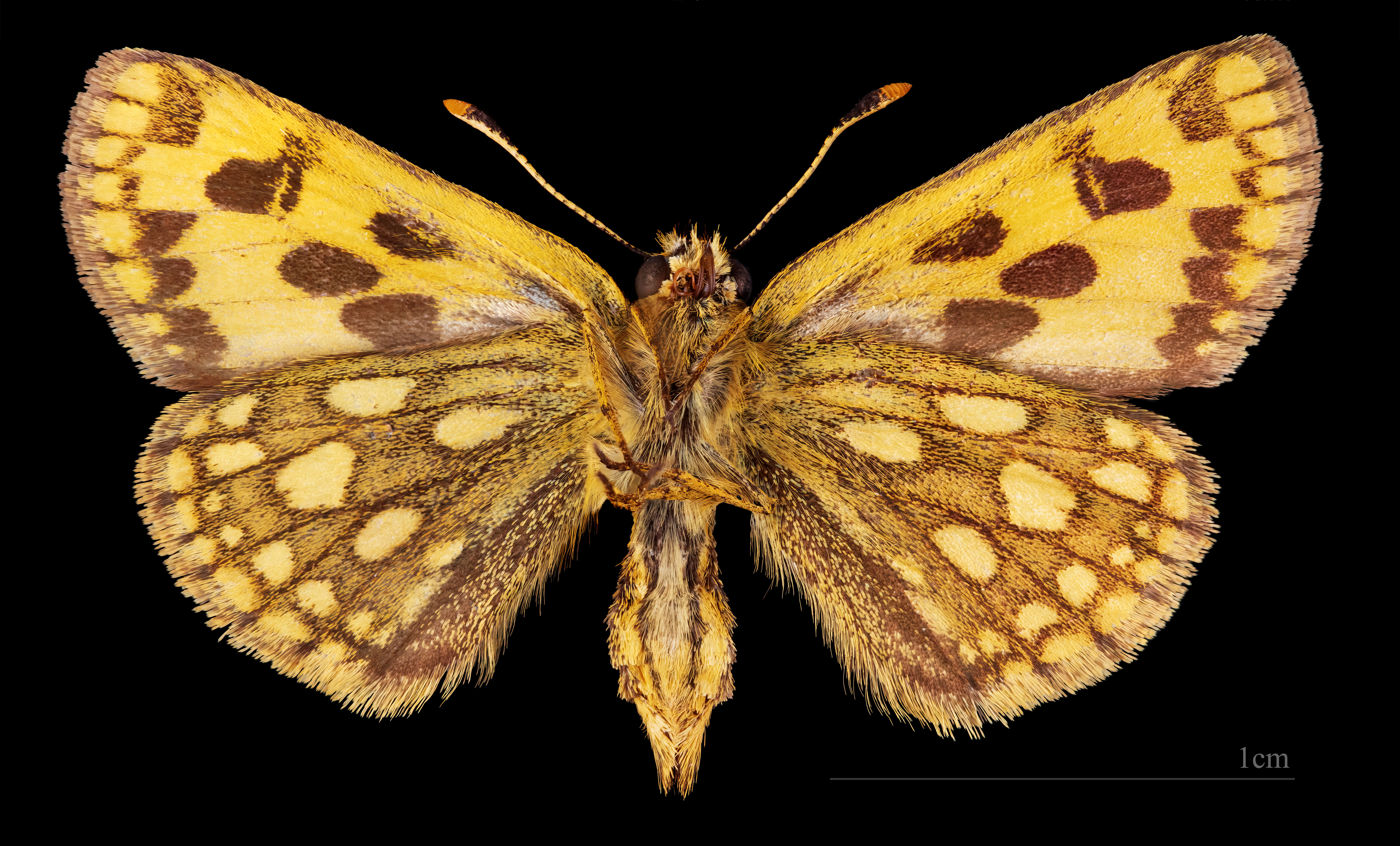
♀ △

## Ареал
Центральная, Северная и Восточная Европа, умеренный пояс Азии на восток до Японии. На юго-западе ареал вида ограничен Карпатами, далее на восток южная граница ареала проходит по северу Украины и центральным областям России до Самарская области и Южного Урала. Локальный и редкий вид в некоторых местах Европы, в Азии - обычен. 
Бабочки предпочитают места на границе различных типов леса с лугами. Населяет сырые лесные опушки, поляны под пологом леса, заросли кустарников в долинах рек.

## Биология
Развивается в одном поколении в год. Время лёта с середины мая до третьей декады июня. Гусеницы c середины июля по середину апреля следующего года. Зимуют в листьях злаков оплетенных паутиной.
Кормовые растения гусениц: коротконожка, костер, гребенник обыкновенный, бор (Milium sp.), мятлик, вейник (Calamagrostis purpurea), пырей ползучий (Elymus repens).